# 伊藤整 (プロデューサー)
伊藤 整（いとう ひとし、1985年 - ）は、日本の映画・アニメーションプロデューサー。IGポート所属。早稲田大学第一文学部卒。

## 来歴
在学中よりエンタテインメントファンドのマネジメントやファイナンスに携わる。
その後、アシスタントプロデューサーとして『ゴースト もういちど抱きしめたい』（2010年）、『こちら葛飾区亀有公園前派出所 THE MOVIE』（2011年）などの実写映画に参加。
『おおかみこどもの雨と雪』（2012年）にて製作経理を担当したことをきっかけにスタジオ地図へ入社。
『バケモノの子』（2015年）以降、アソシエイトプロデューサーを務める。
2018年劇場公開された『未来のミライ』は、カンヌ国際映画祭監督週間にて正式上映された。
2019年にスタジオ地図を退社。現在は、IGポート所属。
東京都海外ビジネスセミナー ワークショップ講師。

## 作品一覧

### 実写映画
2010年
- ゴースト もういちど抱きしめたい - プロデューサーアシスタント

2011年
- こちら葛飾区亀有公園前派出所 THE MOVIE 〜勝どき橋を封鎖せよ!〜 - プロデューサーアシスタント

2014年
- るろうに剣心 京都大火編 / 伝説の最期編

2017年
- マンハント

2021年
- 星空のむこうの国 - エグゼクティブプロデューサー

2022年
- ポプラン - エグゼクティブプロデューサー
- やがて海へと届く - プロデューサー

### シリーズドラマ
2020年
- ぴぷる～AIと結婚生活はじめました～ - プロデューサー

2022年
- 湯あがりスケッチ - プロデューサー

2023
- ワンダーハッチ -空飛ぶ竜の島-- プロデューサー

### シリーズアニメ
2020年
- GREAT PRETENDER - チーフプロデューサー

2021年
- Vivy -Fluorite Eye's Song- - プロデューサー

### 劇場アニメ
2012年
- おおかみこどもの雨と雪

2015年
- バケモノの子 - アソシエイトプロデューサー

2018年
- 未来のミライ - アソシエイトプロデューサー

2021年
- スター・ウォーズ：ビジョンズ 「九人目のジェダイ」 - プロデューサー

2022年
- とつくにの少女 - プロデューサー